# Hypsiboas leptolineatus
Hypsiboas leptolineatus är en groddjursart som först beskrevs av Braun 1977.  Hypsiboas leptolineatus ingår i släktet Hypsiboas och familjen lövgrodor. IUCN kategoriserar arten globalt som livskraftig. Inga underarter finns listade i Catalogue of Life.